# Cima Campo - Monte Celado
Cima Campo - Monte Celado este o arie protejată (arie specială de conservare — SAC, sit de importanță comunitară — SCI, arie de protecție specială avifaunistică — SPA) din Italia întinsă pe o suprafață de 1.812 ha, integral pe uscat.

## Localizare
Centrul sitului Cima Campo - Monte Celado este situat la coordonatele 45°59′58″N 11°42′29″E / 45.999444°N 11.708056°E.

## Înființare
Situl Cima Campo - Monte Celado a fost declarat sit de importanță comunitară în septembrie 2008 pentru a proteja 1 specie de plante și 64 de specii de animale. Alte tipuri de protecție:
- arie de protecție specială avifaunistică (în septembrie 2008)
- arie specială de conservare (în iulie 2018)[2][3][4]

## Biodiversitate
Situată în ecoregiunea alpină, aria protejată conține 12 habitate naturale: Formațiuni ierboase bogate în specii de Nardus, dezvoltate pe substraturi silicioase în zone montane (și în zone submontane, în Europa continentală), Grohotișuri termofile și vest-mediteraneene, Pante stâncoase calcaroase cu vegetație casmofită, Pajiști uscate seminaturale și facies de acoperire cu tufișuri pe substraturi calcaroase (Festuco-Brometalia) (* situri importante pentru orhidee), Fânețe montane, Formațiuni de Juniperus communis pe lande sau pajiști calcaroase, Păduri ilirice de Fagus sylvatica (Aremonio-Fagion), Lacuri eutrofice naturale cu vegetație de tip Magnopotamion sau Hydrocharition, Fânețe de joasă altitudine (Alopecurus pratensis, Sanguisorba officinalis), Păduri de fag Asperulo-Fagetum, Păduri de fag din Europa Centrală dezvoltate pe sol calcaros cu Cephalanthero-Fagion, Păduri panonice cu Quercus pubescens.
La baza desemnării sitului se află mai multe specii protejate:
- plante (1): clopțelul cu frunze de crin (Adenophora lilifolia)
- păsări (61): uliu păsărar (Accipiter nisus), pițigoi codat (Aegithalos caudatus), ciocârlie-de-câmp (Alauda arvensis), fâsă de pădure (Anthus trivialis), lăstunul mare (Apus apus), cucuvea (Athene noctua), cocoșul de mesteacăn (Bonasa bonasia), șorecarul comun (Buteo buteo), caprimulg (Caprimulgus europaeus), sticlete (Carduelis carduelis), Certhia brachydactyla, florinte (Chloris chloris), botgros (Coccothraustes coccothraustes), porumbel gulerat (Columba palumbus), corb (Corvus corax), cristeiul de câmp (Crex crex), cuc (Cuculus canorus), pițigoi albastru (Cyanistes caeruleus), lăstun de casă (Delichon urbicum), ciocănitoare pestriță mare (Dendrocopos major), ciocănitoare neagră (Dryocopus martius), presură de munte (Emberiza cia), presură galbenă (Emberiza citrinella), măcăleandru (Erithacus rubecula), vânturel roșu (Falco tinnunculus), cinteză (Fringilla coelebs), gaiță (Garrulus glandarius), rândunică (Hirundo rustica), sfrâncioc roșiatic (Lanius collurio), pițigoi moțat (Lophophanes cristatus), gaia neagră (Milvus migrans), codobatură galbenă (Motacilla alba), codobatură de munte (Motacilla cinerea), muscar sur (Muscicapa striata), ciuf-pitic (Otus scops), pițigoi mare (Parus major), vrabie (Passer domesticus), vrabie de câmp (Passer montanus), pițigoi de brădet (Periparus ater), viespar (Pernis apivorus), codroș de munte (Phoenicurus ochruros), codroșul de pădure (Phoenicurus phoenicurus), pitulice de munte (Phylloscopus bonelli), pitulice de munte (Phylloscopus collybita), ciocănitoarea verde (Picus viridis), pițigoi sur (Poecile palustris), Ptyonoprogne rupestris, aușel cu cap galben (Regulus regulus), sitar de pădure (Scolopax rusticola), cănăraș (Serinus serinus), țiclete (Sitta europaea), guguștiuc (Streptopelia decaocto), huhurez mic (Strix aluco), graur (Sturnus vulgaris), silvie cu cap negru (Sylvia atricapilla), Tachymarptis melba,  cocoș de munte (Tetrao urogallus), pănțărușul (Troglodytes troglodytes), mierlă (Turdus merula), sturz-cântător (Turdus philomelos), pupăză (Upupa epops)
- amfibieni (2): izvoraș-cu-burta-galbenă (Bombina variegata), Triturus carnifex
- nevertebrate (1): rădașcă (Lucanus cervus)

Pe lângă speciile protejate, pe teritoriul sitului au mai fost identificate 7 specii de plante, 3 specii de amfibieni, 8 specii de mamifere, 8 specii de reptile.